# Teodor Aleksander Lacki
Aleksander Teodor (Teodor Aleksander) Lacki herbu Smok (ur. ok. 1617 roku – zm. w 1683 roku) – marszałek nadworny litewski w latach 1654-1683, podstoli Wielkiego Księstwa Litewskiego w 1653 roku, ciwun birżyniański od 1649 roku, starosta raduński i birżyniański, polski pisarz religijny epoki baroku.

## Życie
Niewiele wiadomo na temat życia poety, równie skąpe informacje o jego twórczości zawierają wszystkie dotychczasowe studia epoki baroku. Był autorem jednej książki, zbioru lirycznych emblematów Pobożne pragnienia (1673), będącym właściwie przekładem duchowego dzieła Hermana Hugona, Pia desideria (1624). Zarówno w polskim wydaniu, jak i w hiszpańskim oryginale jako emblematy graficzne wykorzystano ryciny autorstwa Boëtiusa à Bolswert. Poseł sejmiku kowieńskiego na sejm 1653 roku. Na sejmie 1653 roku wyznaczony z Koła Poselskiego komisarzem do zapłaty wojsku Wielkiego Księstwa Litewskiego.

## Twórczość
Parafraza Lackiego ukazała się w XVII wieku w kilku wydaniach. Nie jest pewne, czy zdobyła ona uznanie współczesnych; co prawda Wespazjan Kochowski porównuje jej autora do Stanisława Herakliusza Lubomirskiego, ale najprawdopodobniej była to nobilitacja tendencyjna, związana z faktem, iż Lacki piastował wysoki urząd marszałka nadwornego. Nie ma pewności również co do roli, jaką odgrywała w życiu Lackiego poezja. Być może stanowiła jedynie "niepróżnujące próżnowanie", a więc – popularną w czasach baroku – pracę o charakterze silva rerum, nie nastawioną na zdobycie lauru poetyckiego. Kilka jego wierszy odnaleziono w domowych raptularzach, resztę pisał do szuflady.

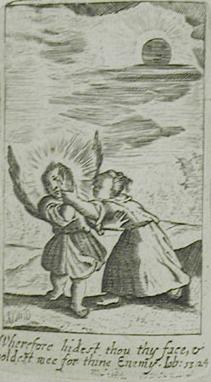

### Poetyka pieśni
Emblematyczne pieśni Lackiego szczególne upodobanie znajdywały w starotestamentowej Pieśni nad pieśniami, którą w duchu pobożności karmelitańskiej interpretowały jako alegorię dziejów duszy. Pojawiały się też często obrazy mitologiczne, synkretycznie połączone z tematyką chrześcijańską, co stanowiło pozostałość po poetyce renesansowej.